# Braggov uklon
Braggov uklon (tudi Braggova difrakcija ali Braggovo sipanje) je uklon oziroma sipanje rentgenskih žarkov na kristalni mreži. Pri tem pride v določenih smereh zaradi interference do močnih ojačanj. Pojav se ne opaža na tekočinah, opaža pa se na tekočih kristalih (samo, če je valovna dolžina primerljiva z velikostjo molekul oziroma medplastno razdaljo) 
Imenuje se po angleškem fiziku in kemiku Williamu Henryju Braggu (1862 – 1942) in njegovem sinu v Avstraliji rojenem britanskem fiziku Williamu Lawrencu Braggu (1890 – 1971 ).
Podoben pojav se opaža tudi pri uklonu nevtronov in elektronov  in z uporabo mikrovalov.

## Braggov pogoj
Braggov uklon dobimo, kadar elektromagnetno valovanje (ali curek elementarnih delcev ali mikrovalovi) pade na kristal. Žarki se na kristalni mreži sipljejo in v določenih smereh dobimo ojačitve v skladu z Braggovim pogojem . Do ojačitev pride v smereh, kjer je razlika poti žarkov, ki se sipljejo (odbijejo) od različnih kristalnih ravnin, enaka mnogokratniku valovnih dolžin vpadajočega valovanja  
{\displaystyle 2d\sin \theta =n\lambda \!}. 
kjer je 
- {\displaystyle d\!}  razdalja med dvema sosednjima kristalnima ravninama
- {\displaystyle \theta \!} uklonski kot oziroma kot sipanja
- {\displaystyle n\!} celo število
- {\displaystyle \lambda \!} valovna dolžina vpadajočega valovanja

Iz obrazca se vidi, da je najdaljša valovna dolžina, pri kateri je še izpolnjen pogoj, enaka {\displaystyle 2d\!}, kar se zgodi pri kotu {\displaystyle \theta =\pi /2\!}.